# Epicephala pyrrhogastra
Epicephala pyrrhogastra là một loài bướm đêm thuộc họ Gracillariidae. Nó được tìm thấy ở Nam Phi, Namibia và Zimbabwe.